# Abimèlec (rei)
Abimèlec (en hebreu, אֲבִימָלֶךְ; en grec antic, Ἀβιμέλεχ) és el nom de diversos personatges de l'Antic Testament. El nom Abimèlec significa en hebreu «el meu pare és rei» o «pare d'un rei» (el que seria sinònim de «príncep» o «rei»), de manera que hom pot pensar que fos un títol més que un nom personal.
Abimèlec va ser el fill de Jerubaal i de la seva concubina a la ciutat de Siquem. Abimèlec va voler regnar sobre tota Siquem enganyant als seus parents i matant a tots els fills de Jerubaal, i així ho va fer, però un dels fills, el més jove, anomenat Jotam va aconseguir escapar i va poder explicar el que havia passat. Van començar llavors uan sèrie d'alçaments en contra Abimèlec. Aquest va respondre amb força bruta i molta violència en contra dels que se li oposaven.
Una guerra civil va irrompre a la ciutat de Tebes, Abimèlec va envoltar la ciutat i va tancar els seus habitants en una torre amb la intenció de cremar-los vius, però una dona va llançar des de dalt una pedra de molí que va impactar-li i va trencar-li el crani. Abans de morir, Abimèlec va cridar al seu escuder perquè el travessés amb l'espasa, ja que no volia que una dona fos qui l'hagués matat. Aquesta va ser la fi de la vida i del regnat d'Abimèlec, un règim il·legítim de força i sang, en contrast molt marcat amb el regne del seu pare.

## Relació amb Abraham
En el Gènesi, capítols vint i vint-i-unè, Abimèlec era el rei filisteu de Guerar, on va anar a viure Abraham.
Després d'una sequera molt forta a Canaan, Abraham i la seva família es van traslladar a Guerar. L'esposa d'Abraham, Sara, era molt bella i desitjada pels homes locals. Abraham, tement per la seva vida, deia que Sara era la seva germana en lloc de la seva muller (cosa que era certa perquè eren germanastres també).
Poc després de la destrucció de Sodoma, Abraham viatjà per la terra de Nègueb fins a arribar a la ciutat de Gerar a on es va assentar. Allà fingeix que la seva dona Sara és la seva germana (si bé és cert que era en realitat la seva mitja germana per part de pare). El rei Abimèlec prendat de la seva bellesa intenta prendre-la com una de les seves esposes. Però mentre somia és avisat per Deu de no agafar-la com a esposa, ja que és una dona casada, sota el castic de la seva pròpia mort i de l'esterilitat de totes les seves dones. Abimèlec prega el perdó a Deu, i aquest el perdona i li fa tornar la dona, ja que sap que obrava de bon cor al no saber res de l'engany d'Abraham. Un cop Abimèlec desperta del somni, fa cridar a Abraham pera demanar-li explicacions. Aquest justifica l'engany pensant que si li deia la veritat el mataria i es quedaria amb la seva dona, donat que ell era molt vell i la seva muller molt bella. Abimèlec no tan sols el desagreuja donat-li ovelles, vaques, servents i esclaves, si no que li permet assentar-se en el lloc del seu regne que esculli.
Més endavant, en una disputa per un pou entre els servents d'Abimèlec i els d'Abraham, aquest li fa ofrena d'ovelles i bous, com a prova que dit pou l'havia obert ell. Fan llavors un aliança o pacte reconeixent l'autoria del pou a Abraham. Anomenen el lloc a on la duen a terme com a Berseba (en Hebreu Ber significa pou, i Seba pot ser interpretat com a jurament o com a número 7).
Molts anys després, van presentar-se a les seves terres una parella de germans anomenats Isaac i Rebeca. La noia era bonica i el vell Abimèlec va voler posseir-la, però quan la jove va arribar a palau, un servent li va comunicar al monarca que en realitat Isaac i Rebeca eren marit i muller i, a més, que Isaac era fill d'Abraham, l'home que molts anys enrere l'havia enganyat. Abimèlec temerós d'Isaac, al saber que era protegit de Deu, el va protegir davant del seu poble, i li va donar terres per pasturar i una gran quantitat d'esclaus. Més endavant, al veuré el gran poder que havia aconsseguit Isaac li va demanar que marxés d'aquelles terres.

## Interpretació Actual de l'engany d'Abraham
Savina Teubal en el seu llibre "Sara la sacerdotessa" exposa que no té gaire sentit que Abraham estigui disposat a cedir la seva dona tant al faraó d'Egipte com a Abimèlic (El mateix cas passa amb Isaac i Rebeca). Existeix abundant documentació que a l'Orient Mitjà al voltant del S.III aC aquestes civilitzacions tenien molt arrelades les creences en la màgia, els poders espirituals, l'interpretació dels somnis, l'oracle, i les malediccions entre d'altres. Per tant, les dones amb domini d'aquests tipus d'habilitats, disposaven d'una elevada categoria social. L'existència de temples i de diversos rituals que només estaven permeses a les sacerdotesses confirmen aquestes afirmacions. Aquestes dones eren tractades amb la mateixa reverència, i en ocasions més i tot, que els propis reis, cacics o governants. Eren les representants de les deesses i disposaven de temples sagrats per a poder dur a terme els seu rituals.
Un d'aquest rituals descrit per Savina Teubal, era el hieros gamos; un matrimoni sagrat pel qual qualsevol home poderós que volgués adquirir una posició de lideratge dins de la seva comunitat havia de ser convidat al llit de la sacerdotessa i comptar amb la seva aprovació. En cas que aquest encontre no fos satisfactori per a la sacerdotessa, l'home podia perdre els seus privilegis socials. En canvi, si l'home superava la prova, obtenia un estatus semidiví, degut a l'energia que la sacerdotessa li transmetia de part de la deessa que representava.
Més endavant, amb el domini del patriarcat, aquestes figures femenines van esdevenir en simples prostitutes del temple. Savina Teubal suggereix que Sara, era una dona d'un elevat estatus religiós dins de la seva comunitat i va ser presentada al faraó i Abimèlec per tal de dur a terme el matrimoni sagrat. D'aquí que tant el faraó i Abimèlec sabessin de la seva presència al seus regnes, no per la seva bellesa sinó per la importància del personatge.